# シリーズ世界周航記
シリーズ世界周航記（シリーズせかいしゅうこうき）は、岩波書店で2006年から2007年にかけ刊行された叢書である。全8巻・別巻1。

## 概要
18世紀後半のヨーロッパ人による世界周航の記録（航海日誌および航海記に架空旅行記を含む）から主要なものを選び翻訳刊行したシリーズである。第1回配本（2006年4月）は、シリーズ刊行の意義と全体の案内をまとめた別巻『新しい世界への旅立ち』と第3巻『南半球周航記』上の同時刊行で以降、隔月で1巻ずつ刊行し、2007年6月の最終回配本の第6巻『世界周航記』下で完結した。

## 巻構成・内容
1. バイロン/ロバートソン/カートレット 南太平洋発見航海記 〈原田範行 訳〉（2007年2月刊） ISBN 9784000088527
2. ブーガンヴィル 世界周航記 〈山本淳一 訳〉／ ディドロ ブーガンヴィル航海記補遺 〈中川久定 訳〉（2007年4月刊） ISBN 9784000088534
3. クック 南半球周航記 上 〈原田範行 訳〉（2006年4月刊） ISBN 4000088548
4. クック 南半球周航記 下 〈原田範行 訳〉（2006年6月刊） ISBN 4000088556
5. フォルスター 世界周航記 上 〈服部典之 訳〉（2006年12月刊） ISBN 4000088564
6. フォルスター 世界周航記 下 〈服部典之 訳〉（2007年6月刊） ISBN 9784000088572
7. ラペルーズ 太平洋周航記 上 〈佐藤淳二 訳〉（2006年8月刊） ISBN 4000088580
8. ラペルーズ 太平洋周航記 下 〈佐藤淳二 訳〉（2006年10月刊） ISBN 4000088599

「別巻」石原保徳・原田範行 新しい世界への旅立ち （2006年4月刊） ISBN 4000088602